# Taubenturm Domaine de Beaulieu (Germignac)

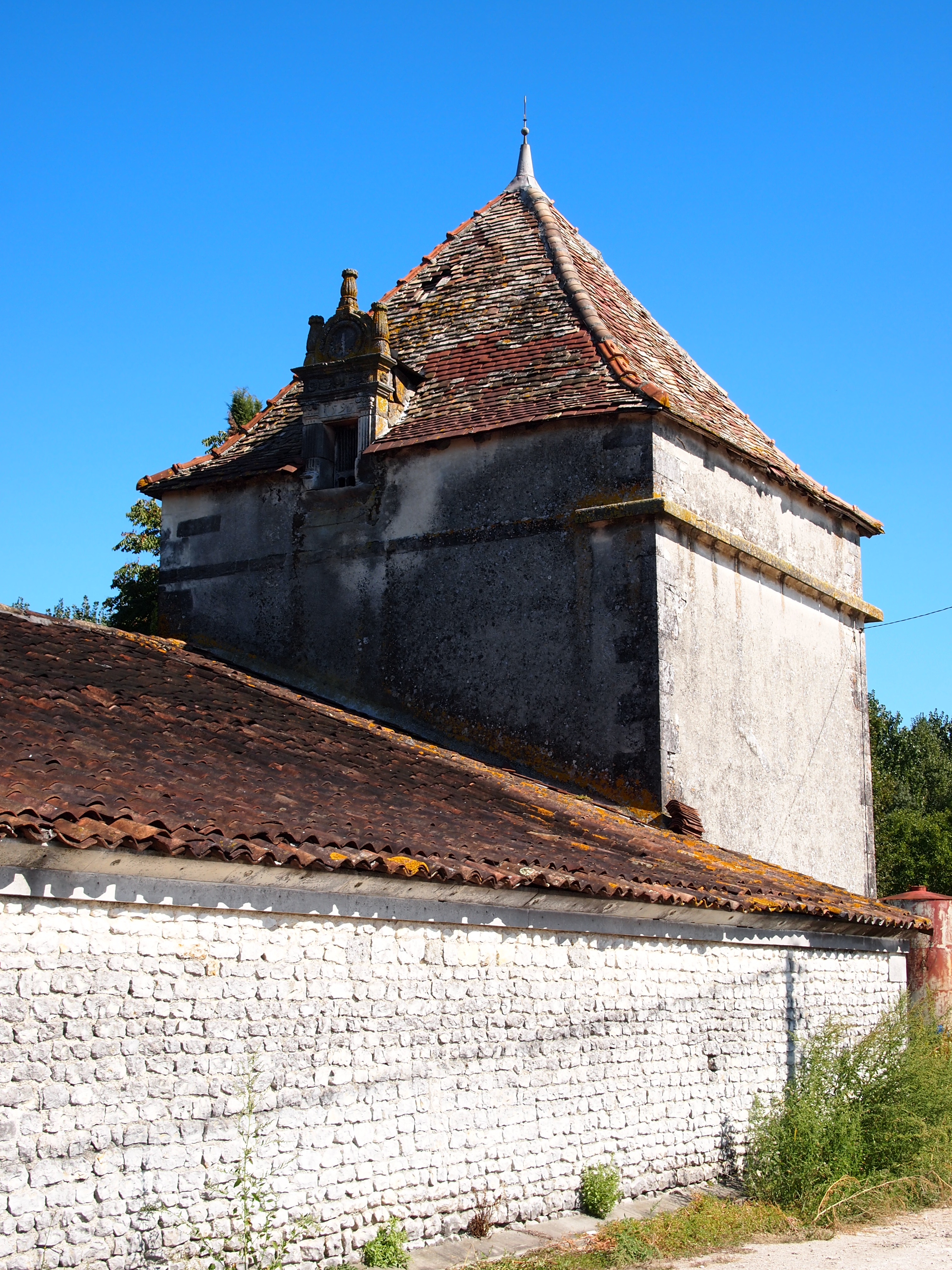
Taubenturm in Germignac

Der Taubenturm (französisch colombier oder pigeonnier) der Domaine de Beaulieu in Germignac, einer französischen Gemeinde im Département Charente-Maritime in der Region Nouvelle-Aquitaine, wurde 1595 errichtet. Der Taubenturm steht seit 1992 als Teil der Domaine de Beaulieu als Monument historique auf der Liste der Baudenkmäler in Frankreich.
Der rechteckige Turm mit Eckquaderung besitzt etwa 880 Taubennester. Die Fluglöcher befinden sich in zwei Dachgauben mit Renaissancedekor auf der Südost- und Nordwestseite des Zeltdachs.